# Niokolo Koba
Der Niokolo Koba ist ein Fluss in dem westafrikanischen Staat Senegal. Nach ihm ist der Nationalpark Niokolo-Koba benannt, durch dessen Mitte er fließt.

## Geographie
Der Niokolo Koba liegt im Südosten von Senegal, sein Mittel- und Unterlauf bilden die Grenze zwischen der Region Tambacounda im Norden sowie der Region Kédougou im Süden. In der Trockenzeit führt er nur stellenweise fließendes Wasser. Sein Talgrund ist fast durchgehend mit Wald bestanden.

## Verlauf
Der Niokolo Koba entspringt im Norden der Region Kédougou in dem Bergland um den Sambaya (395 m), der höchsten Erhebung im Umkreis von etwa 45 Kilometer. Der Quellfluss mit dem längsten Talweg und mit den aus der Satellitenperspektive wahrnehmbaren stärksten und breitesten Fließspuren entspringt vier Kilometer südöstlich des Sambaya und dreieinhalb Kilometer nordöstlich des Dorfes Bambaraya.  Das Quellgebiet liegt in einem etwa 250 m hoch gelegenen bewaldeten Talschluss. Der Quellfluss folgt zunächst für 23 Kilometer einer allgemeinen Südsüdwestrichtung und empfängt dann von links und Ostsüdosten kommend einen etwa 21 Kilometer langen Zufluss, der auch als Quellfluss in Frage käme. 
Von da an geht der Talweg des Niokolo Koba nach Westen und erreicht die Ostgrenze des Nationalparks bei Kilometer 58. Von Kilometer 89 an ist der Niokolo Koba, streckenweise stark mäandrierend, Grenze zwischen den Regionen Kédougou und Tambacounda. Die Brücke der N 7 ist bei Kilometer 141 erreicht. Schließlich mündet er von rechts und Osten kommend in den Mittellauf des Gambia und hat bis dahin 247 Kilometer zurückgelegt. An der Mündung hat das Flussbett eine Breite von gut 10 Meter, während der Gambia hier auf etwa 90 Meter Breite fließt.

## Hydrometrie
Durchschnittliche monatliche Durchströmung des Niokolo Koba gemessen an der hydrologischen Station Niokolo Koba - Pont Routier in m³/s für die Jahre 1970 bis 76 (beim knapp drei Viertel des Einzugsgebietes).

## Verkehr
Die Nationalstraße N 7 quert auf dem Weg von Tambacounda im Nordwesten nach Kédougou im Südosten das Trockental des mittleren Niokolo Koba mit einer 70 Meter überspannenden Brücke. Zwei Kilometer südlich dieser Brücke liegt der Flugplatz Niokolo-Koba, eines der kleinsten unbefestigten Flugfelder Senegals.